# Карл Крюммель
Карл Крюммель (нім. Carl Krümmel; 24 січня 1895, Гамбург — 21 серпня 1942, Мюльберг) — німецький спортивний діяч, доктор економічних наук, оберфюрер СА. Кавалер Лицарського хреста Хреста Воєнних заслуг з мечами.

## Біографія
Син торговця. З дитинства захоплювався спортом. Учасник Першої світової війни. Сприймав бойові дії як фізичне випробування. В 1919 році в складі фрайкору Еппа брав участь у придушенні Баварської радянської республіки. В тому ж році виграв змагання з бігу на 5 000 метрів у складі «Мюнхен 1860». В 1925 році очолив Німецьку асоціацію вчителів фізичної культури. В 1924-33 роках — науковий інструктор спортивної школи сухопутних військ у Вюнсдорфі. В 1933 році вступив в СА і очолив «Управління К» (фізичне виховання) Імперського міністерства науки, виховання і народної освіти. На цій посаді заснував Вищий інститут фізичного виховання при Берлінському університеті Фрідріха-Вільгельма, а в 1935 році — автошколу в замку Нойштреліц. В 1937 році вступив в НСДАП і очолив Імперську академію фізичного виховання. Окрім спорту, Крюммель також цікавився розвитком авіації. Загинув в авіакатастрофі разом з бароном Карлом Августом фон Габленцом.

## Нагороди
- Залізний хрест 2-го і 1-го класу
- Нагрудний знак «За поранення» в чорному
- Німецький імперський спортивний знак
- Спортивний знак СА
- Почесний хрест ветерана війни з мечами
- Почесний професор фізичного виховання Берлінського університету (липень 1935)
- Німецький Олімпійський знак 2-го класу
- Хрест Воєнних заслуг 2-го і 1-го класу з мечами
- Лицарський хрест Хреста Воєнних заслуг з мечами (1 вересня 1942, посмертно)
- Авіаційна премія для заохочення молодих вчених та інженерів (1 жовтня 1942, посмертно)